# 2010년 베네수엘라 지진

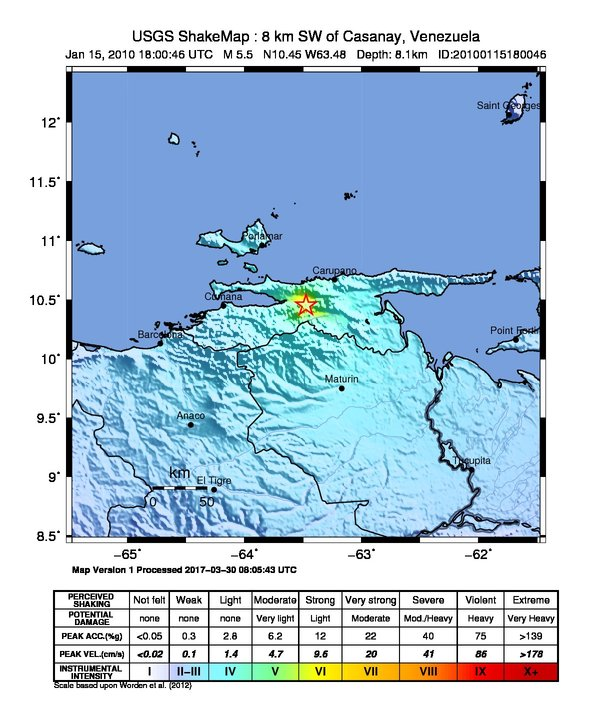

2010년 베네수엘라 지진은 2010년 1월 15일 오후 6시경(UTC), 규모 5.6에 발생한 지진이다.